# 洛伊塔施
洛伊塔施是奥地利蒂罗尔州因斯布鲁克兰县的一个市镇。总面积103.1平方公里，总人口2222人，人口密度21.6人/平方公里（2011年）。